# Kanonik
1. u Katoličkoj crkvi kanonik je viši svećenik koji je dužnostima vezan uz Kaptol
2. u antičkoj Grčkoj kanonik je bio glazbeni pisac koji je matematički određivao intervale (kanone)

## Vanjske poveznice
- Katolička hijerarhija (eng.)
- Catholic Encyclopaedia (eng.)
- Oxford English Dictionary (eng.)